# Jean Paul Farrugia
Jean Paul Farrugia (sinh ngày 21 tháng 3 năm 1992) là một cầu thủ bóng đá người Malta hiện tại thi đấu cho Sliema Wanderers.

## Sự nghiệp quốc tế
Farrugia thi đấu trận đầu tiên cho đội tuyển quốc gia vào ngày 4 tháng 6 năm 2014 trước Gibraltar (1–0), sau khi vào sân từ ghế dự bị cho André Schembri ở phút 74. Anh ghi bàn thắng đầu tiên vào ngày 26 tháng 3 năm 2017 trước Slovakia.

### Bàn thắng quốc tế
Tỉ số và kết quả liệt kê bàn thắng của Malta trước.
| #  | Ngày                 | Địa điểm                                     | Đối thủ       | Tỉ số | Kết quả | Giải đấu                 |
| -- | -------------------- | -------------------------------------------- | ------------- | ----- | ------- | ------------------------ |
| 1. | 26 tháng 3 năm 2017  | Sân vận động Quốc gia Ta’ Qali, Mdina, Malta | Slovakia      | 1–1   | 1–3     | Vòng loại World Cup 2018 |
| 2. | 11 tháng 11 năm 2020 | Sân vận động Quốc gia Ta’ Qali, Mdina, Malta | Liechtenstein | 3–0   | 3–1     | Giao hữu                 |

## Danh hiệu
Hibernians
- Giải bóng đá vô địch quốc gia Malta (2): 2008–09, 2014–15
- Maltese FA Trophy (1): 2012–13

Sliema Wanderers
- Maltese FA Trophy (1): 2015–16